# Radio F
Radio F (auch Radio Franken genannt) ist ein privater Hörfunksender aus dem fränkischen Nürnberg auf der Frequenz UKW 94,5 MHz der Funkhaus Nürnberg Studiobetriebs-GmbH.

## Geschichte
Im Februar 1986 nahm Radio F gemeinsam mit Neue Welle Franken (heute 98.6 Charivari) im Kabelnetz den Sendebetrieb auf und war damit der erste private Rundfunkanbieter in Nürnberg. Radio F bewarb sich erfolgreich um eine der vier am 25. Juli 1986 ausgeschriebenen terrestrischen Frequenzen und setzte sich damit (gemeinsam mit dem Spartensender Jazztime Nürnberg) gegen insgesamt 36 Bewerber durch. Am 3. Dezember 1986 ging Radio F als einer der vier ersten privaten Rundfunkanbieter in Nürnberg erstmals auch über die UKW-Frequenz 94,5 MHz auf Sendung. 2011 wurde zum Jubiläumsjahr erklärt: Im gesamten Jahr wurden mit Gewinnspielen, Aktionen und einer großen Veranstaltung am Volksfestplatz 25 Jahre Radio F gefeiert.
Der Sender ist über die UKW-Frequenz 94,5 MHz und seit dem 1. November 2012 im Großraum Nürnberg über Digitalradio DAB+ (Block 10C) empfangbar. Weltweiter Empfang ist über den Webstream möglich.

## Programm
Der Sender bezeichnet sich selbst als „Der fränkische Gute-Laune-Sender“. Zielgruppe sind die über 40-Jährigen, als Programmformat gibt der Sender „Middle of the Road“ (MOR) an. Unter den Interpreten befinden sich beispielsweise Elvis Presley, Rolling Stones, Bay City Rollers, Beatles, Sweet. Nachrichten gibt es tagsüber halbstündlich (zur halben Stunde aus der Region) mit Informationen und Unterhaltung in fränkischer Prägung.
Laut Funkanalyse Bayern erreichte Radio F im weitesten Stereoempfangsgebiet im Jahr 2023 von Montag bis Freitag täglich 104.000 Zuhörer ab 10 Jahren. Die durchschnittliche Hörerzahl pro Stunde lag bei 37.000 Hörern.
Programmchef ist Florian Kerschner. Als Sendermanager fungiert seit Oktober 2022 Martin Dölger.

## Moderatoren
Das Aushängeschild des Senders ist die Sendung „Guten Morgen Franken“ mit Steffi Pankotsch und Peter Halm. Viele Moderatoren gehören schon lange zum festen Stamm des Senders: Aurel Schepper, Anja Seidel, Helmut Föttinger und Günther Moosberger.
Im Jahr 2020 wechselte Claudia Feuerstein von Radio Charivari in das feste Team von Radio F.
Zum Moderatorenteam gehörte unter anderem von 1999 bis 2004 Harry Wijnvoord.

## Eigentümer
Der Radiosender ist Teil der Funkhaus Nürnberg Studiobetriebs-GmbH, die Radio F 1995 gemeinsam mit den drei Sendern Hit Radio N1, 98,6 Charivari und Radio Gong 97,1 gegründet hat. Als fünftes Hörfunkprogramm kam 1999 Pirate Radio hinzu.
Seit Oktober 2018 wird auch das DAB+-Programm „Mein Lieblingsradio“ und seit 1. Juli 2019 das DAB+-Programm „N90 4 Beat“ vom Funkhaus Nürnberg verbreitet.

## Beteiligungsverhältnisse
- Verlag Nürnberger Presse Druckhaus Nürnberg GmbH & Co. (68 %)
- Nordbayerische Verlagsgesellschaft mbH (20 %)
- Olympia-Verlag GmbH (12 %)

## Belege
1. ↑  Nürnberger Nachrichten: Die vier Lokalradios starten ihr Programm mit Gemeinschaftsproduktion – Die Taufe der Privatsender. 4. Dezember 1986 (Lokalteil, S. 13)